# Социјалистичка Република Македонија
Социјалистичка Република Македонија (скраћено СР Македонија) била је једна од шест република у саставу Социјалистичке Федеративне Републике Југославије (СФРЈ).
Настала је у току Народноослободилачког рата, формирањем Антифашистичког собрања народног ослобођења Македоније (АСНОМ) на његовом Првом заседању у манастиру Прохор Пчињски, код Бујановца 2. августа 1944, а њеном формирање започело је након ослобођења Македоније од стране јединица НОВ и ПО Југославије, крајем исте године. На Трећем заседању АСНОМ у Скопљу, од 14. до 16. априла 1945. настала је Демократска Федерална Македонија, у саставу Демократске Федералне Југославије (ДФЈ). Одлуком Народног собрања 8. марта 1946. променила је назив у Народна Република Македонија, а у „социјалистичку републику” преименована је 12. априла 1963. доношењем новог Устава. Водећу друштвено-политичку улогу у СР Македонији имао је Савез комуниста Македоније, а након првих вишепартијских избора, 7. јуна 1991. промењен јој је назив у Република Македонија. Независност од СФРЈ стекла је 8. септембра 1991. године.
Спадала је међу најнеразвијеније југословенске републике, а по величини је била четврта. Главни град је био Скопље. Конститутиван народ били су Македонци, а званичне народности биле су — Албанци, (до пописа 1971. користио се назив Шиптари) и Турци, али само у општинама у којима су чинили значајни део становништва.

## Историја
Народна Република Македонија конституисана је 2. августа 1944. године на Првом заседању АСНОМ-а у манастиру Св. Прохор Пчињски. Прва влада Македоније формирана је 16. априла 1945. године на Трећем заседању АСНОМ-а.
Задаци прве владе били су побољшавање здравствене заштите, искорењивање неписмености, озакоњење македонске азбуке и књижевног језика, развој просветног система и остало. Била је покренута и убрзана индустријализација земље.
Главни град СР Македоније, Скопље је 26. јуна 1963. године задесио јак земљотрес, јачине 9 степени меркалијеве скале, који је начинио велике људске жртве (1.070 мртвих и око 4.000 повређених) и огромну материјалну штету (90% грађевина је било порушено).
Уз солидарност целе Југославије обновљен је и сад спада међу најлепше градове у овом подручју Европе.

## Територијална организација
На три последња пописа становништва из 1971, 1981. и 1991. године, СР Македонија састојала се из 34 општине и то:
- Град Скопље (5 општина): Гази Баба, Карпош, Кисела Вода, Центар и Чаир.
- остале општине у СР Македонији, биле су: Берово, Битољ, Валандово, Виница Македонска, Гостивар, Дебар, Делчево, Демир-Хисар, Ђевђелија, Кавадарци, Кичево, Кочани, Кратово, Крива Паланка, Крушево, Куманово, Македонски Брод, Неготино, Охрид, Прилеп, Пробиштип, Радовиш, Ресен, Свети Николе, Струга, Струмица, Тетово, Титов Велес и Штип.

Називи одређених градова у време постојања СР Македоније:
- Виница Македонска — данас Виница
- Титов Велес (од 1946; по Јосипу Брозу Титу)— данас Велес

## Друштво и култура
Дан устанка народа Македоније обележава годишњицу оружане акције Прилепског партизанског одреда, 11. октобра 1941. године, када је, по одлуци Покрајинског комитета КПЈ за Македонију, напао непријатељску посаду, затвор и телефонску централу у Прилепу.
Први број Нове Македоније објављен је 29. октобра 1944.
Универзитет у Скопљу основан је 24. априла 1949.
Македонска академија наука и уметности основана је 23. фебруара 1967. године.
Македонска православна црква настала је неканонским одвајањем од Српске православне цркве 17. јула 1967. године.

## Привреда
Од индустрије највише се истичу прехрамбена и дуванска индустрија.
После рата је спровођена убрзана индустријализација земље, што је узроковало прилив сеоског становништва у градове, али и општи пораст животног стандарда.
Македонија је снабдевала југословенско тржиште пољопривредним и текстилним производима, те рудама које су већином рађене у готове производе у развијенијим југословенским републикама.

## Функционери СР Македоније

### Председници
Функција председника Републике, односно председника Председништва СР Македоније уведена је тек Уставом из 1974. године, а пре тога је функцију шефа државе обављао председник Антифашистичког собрања народног ослобођења Македоније, од 1944. до 1946. године, односно председник Президијума Народног собрања, од 1946. до 1953. године. Након укидања ове функције, од 1953. до 1974. године функцију шефа државе је обављао председник Народног собрања.
- Председник АСНОМ-а (1944—1945)
  - Методије Андонов Ченто (2. август 1944 — 1. јануар 1945)Споменик ослободиоцима Скопља

- Председник Президијума Народне скупштине (1945—1953)
  - Методије Андонов Ченто (1. јануар 1945 — 15. март 1946)
  - Благоја Фотев (април 1946 — децембар 1950)
  - Видоје Смилевски (4. јануар 1951 — 1953)
- Председник Народне скупштине (1953—1974)
  - Димитар Стојанов (1953 — 19. децембар 1953)
  - Лазар Колишевски (19. децембар 1953 — 26. јун 1962)
  - Љупчо Арсов (26. јун 1962 — 24. јун 1963)
  - Видоје Смилевски (24. јун 1963 — 12. мај 1967)
  - Мито Хаџивасилев (12. мај 1967 — 1. август 1968)
  - Никола Минчев (септембар 1968 — 6. мај 1974)
- Председник Председништва СР Македоније (1974—1990)
  - Видоје Смилевски (6. мај 1974 — 31. октобар 1979)
  - Љупчо Арсов (31. октобар 1979 — 29. април 1982)
  - Ангел Чемерски (29. април 1982 — 29. април 1983)
  - Благоје Талески (29. април 1983 — 29. април 1984)
  - Томе Буклески (29. април 1984 — 26. април 1985)
  - Ванчо Апостолски (26. април 1985 — јун 1986)
  - Драгољуб Ставрев (јун 1986 — мај 1988)
  - Јездимир Богдански (мај 1988 — 28. април 1990)
  - Владимир Митков (28. април 1990 — 27. јануар 1991)
  - Киро Глигоров (27. јануар 1991 — 15. април 1991)

### Премијери
- Министар за Македонију у Привременој влади ДФЈ (1945)
  - Емануел Чучков (7. март 1945 — 16. април 1945)
- Председник Владе (1945—1953)
  - Лазар Колишевски (16. април 1945 — децембар 1953)
- Председник Извршног већа (1953—1991)
  - Љупчо Арсов (децембар 1953—1961)
  - Александар Грличков (1961—1965)
  - Никола Минчев (1965—1968)
  - Ксенте Богоев (1968 — март 1974)
  - Благоје Попов (март 1974 — 29. април 1982)
  - Драгољуб Ставрев (29. април 1982 — јун 1986)
  - Глигорије Гоговски (јун 1986 — 20. марта 1991)
- Председник Владе (1991)
  - Никола Кљусев (20. март 1991 — 17. август 1992)